# جون سمتون
جون سميتون (بالإنجليزية: John Smeaton)‏ زميل الجمعية الملكية (8 يونيو 1724 - 28 أكتوبر 1792) مهندس مدني إنجليزي مسؤول عن تصميم الكباري والقنوات والموانئ والمنارات. كان أيضًا مهندسًا ميكانيكيًا بارعًا وفيزيائيًا بارزًا. سميتون أول «مهندس مدني» يُعلن عن نفسه، وغالبًا ما يُعتبر «أبًا للهندسة المدنية». ابتكر استخدام الجير الهيدروليكي في الخرسانة، باستخدام الحصى والطوب المطحون كركام. انتسب سميتون إلى الجمعية القمرية.

## القانون والفيزياء
وُلد سميتون في أوستورب، ليدز، إنجلترا. انضم إلى مكتب والده للمحاماة، بعد الدراسة في مدرسة ليدز الثانوية، لكنه ترك المكتب ليصبح صانعًا للأدوات الرياضية (عاملًا مع هنري هيندلي)، مُطورًا من بين أدوات أخرى، بيرومتر لدراسة تمدد المواد. كان منزله ومقر عمله في جريت تيرنستيل، هولبورن في عام 1750.
انتُخب زميلًا في الجمعية الملكية في عام 1753، وفاز بميدالية كوبلي عن بحثه في ميكانيكا السواقي وطواحين الهواء، في عام 1759. تناول بحثه الصادر في عام 1759 المُعنون باسم «تحقيق تجريبي حول القوى الطبيعية للمياه والرياح المسؤولة عن دوران الطواحين والآلات الأخرى المعتمدة على الحركة الدائرية» العلاقة بين الضغط والسرعة للأجسام المتحركة في الهواء (أشار سميتون إلى الجدول المُستخدم في بحثه على أنه في الواقع مساهمة من «صديقه السيد روس» «رجل نبيل بارع من هاربورو، ليسترشاير» وأجرى حساباته على أساس تجارب روس)، وتطورت أفكاره لاحقًا لاستنباط «معامل سميتون». أُجريت تجارب ساقية سميتون على نموذج مُصغر إذ اختبر التكوينات المختلفة خلال فترة سبع سنوات. ساهمت الكفاءة المتزايدة الناتجة عن الطاقة المائية في الثورة الصناعية.
أجرى سلسلة من التجارب والقياسات الإضافية على السواقي خلال الفترة 1759 - 1782، مما دفعه إلى دعم نظرية الألماني غوتفريد لايبنيز والدفاع عنها، وهي صيغة مبكرة لحفظ الطاقة. قاده ذلك إلى صراع مع أعضاء المؤسسة الأكاديمية الرافضين لنظرية لايبنيز، معتقدين أنها تتعارض مع قانون حفظ الطاقة للسير إسحاق نيوتن.

## معامل سميتون
طور سميتون في بحثه الصادر عام 1759 المُعنون باسم «تحقيق تجريبي حول القوى الطبيعية للمياه والرياح المسئولة عن دوران الطواحين والآلات الأخرى المعتمدة على الحركة الدائرية» الأفكار والبيانات والتي أصبحت أساس معامل سميتون، يستخدم الأخوان رايت معادلة الرفع.
توصل الأخوان رايت من خلال أنفاق الرياح إلى أن قيمة معامل سميتون البالغة 0.005 غير صحيحة ويجب أن تكون 0.0033. يُستعاض عن معامل الرفع بالضغط الديناميكي بدلًا من معامل سميتون، في الدراسات الحديثة.

## الهندسة المدنية
سميتون صاحب دور مهم في تاريخ وإعادة اكتشاف وتطوير الإسمنت الحديث، وتحديد المتطلبات التركيبية اللازمة للحصول على «الهيدرولية» في الجير. قاده العمل في النهاية إلى اختراع الإسمنت البورتلاندي. أدى الإسمنت البورتلاندي إلى إعادة ظهور الخرسانة كمادة بناء حديثة، ويُعزى ذلك بشكل كبير إلى تأثير سميتون.
أوصت به الجمعية الملكية، صمم سميتون منارة إديستون الثالثة (1755-1759). ابتكر استخدام «الجير الهيدروليكي» (شكل من أشكال الطين الذي سيوضع تحت الماء) وطور تقنية تشتمل على كتل جرانيتية مُعشقة في مبنى المنارة. ظلت المنارة قيد الاستخدام حتى عام 1877 عندما بدأت الصخور المدفونة تحت أساسات المبنى في التآكل؛ فُككت وأُعيد بناؤها جزئيًا في بلايموث هوو حيث تُعرف باسم برج سيمتون.
قرر التركيز على مجال الهندسة المدنية المُربح، وبدأ سلسلة واسعة من اللجان، بما في ذلك:
ملاحة كالدر وهابل (1758-1770).
- كوبري كولدستريم على نهر تويد (1762-1767).
- تحسينات الملاحة لنهر لي (1765-1770).
- دعامة سميتون في سانت آيفيس، كورنوال (1767-1770).
- كوبري بيرث على نهر تاي في بيرث (1766-1771).
- قناة ريبون (1766-1773).
- جسر سميتون، والذي يحمل طريق إيه 616 (جزء من طريق الشمال العظيم الأصلي) على نهر ترينت بين نيوارك وجنوب مسخام في نوتنغهامشاير (1768-1770).[15][16]
- قناة فورث وكلايد من غرانغماوث إلى غلاسكو (1768-1777).
- طاحونة الصهر في لانغلي أون تاين، مع نيكولاس والتون، والذي يقوم بدور الاستقبال في مستشفى غرينتش، لندن (1768).[17]
- ميناء بانف (1770-1775).
- كوبري أبردين (1775-1780).
- ميناء بيترهيد (1775).
- نينت فورث ليفيل (1776-1777).
- أعمال الميناء في رامسغات (حوض الاحتفاظ بالمياه 1776-1783؛ رصيف الميناء 1788-1792).
- كوبري هيكسهام (1777-1790).
- قناة برمنغهام وفاضلي (1782-1789).
- ميناء تشارلستون في سانت أوستل، كورنوال (1792).

يُعتبر سميتون أول شاهد مُتخصص يُمثل أمام محكمة إنجليزية. اُستدعي للإدلاء بشهادته في المحكمة بسبب خبرته في الهندسة، في قضية تتعلق بتغرين الميناء في ويلز نيكست ذا سي، نورفولك عام 1782. عمل أيضًا مستشارًا في الميناء الجديد الكارثي الذي يبلغ من العمر 63 عامًا في راي، صُمم لمقاومة ترسيب الغرين في ميناء وينتشيلسي. يُعرف المشروع الآن بشكل غير رسمي باسم «ميناء سميتون»، ولكن على الرغم من الاسم، كانت مشاركته محدودة وحدثت بعد أكثر من 30 عامًا من بدء العمل في الميناء. أُغلق في عام 1839.

## مهندس ميكانيكي
موظفًا مهاراته كمهندس ميكانيكي، ابتكر محركًا مائيًا للحدائق النباتية الملكية في كيو عام 1761 وساقية في ألستون، بكومبريا في عام 1767 (ينسب البعض إليه اختراع عمود محور السواقي المصنوع من الحديد الزهر). بنى طاحونة دخانية في سبيتال تونغز، نيوكاسل أبون تاين عام 1782، وهي أول طاحونة على شكل قرص بخمسة أشرعة في بريطانيا. حسّن أيضًا محرك توماس نيوكمان البخاري، أقام محركًا في منجم تشكوتر، ويل بيزي في كورنوال عام 1775.
طبق سميتون فكرة دينيس بابين في عام 1789، باستخدام قوة الضخ للحفاظ على الضغط والهواء النقي داخل جرس الغوص. بُني هذا الجرس لمشروع كوبري هيكسهام، لم يكن مخصصًا للعمل تحت الماء، ولكن تطور التصميم في عام 1790 لاستخدامه تحت الماء على حاجز الأمواج في ميناء رامسغيت. يُنسب إلى سيمتون أيضًا شرح الاختلافات الأساسية وفوائد السواقي المُدارة بالدفع العلوي مقابل السواقي المُدارة بالدفع السفلي. أجرى سميتون تجارب على محرك نيوكمان البخاري وأدخل تحسينات ملحوظة في وقت بناء جيمس وات لمحركاته الأولى (أواخر سبعينيات القرن السابع عشر).

## إرثه
تُوفي سميتون بعد تعرضه لسكتة دماغية أثناء التمشي في حديقة منزل عائلته في أوستورب، ودُفن في كنيسة الأبرشية في ويتكيرك، غرب يوركشير. يحظى بتقدير كبير من قبل المهندسين الآخرين، لمساهمته في الجمعية القمرية وتأسيسه جمعية المهندسين المدنيين في عام 1771. صاغ مصطلح المهندسين المدنيين لتمييزهم عن المهندسين العسكريين المتخرجين من الأكاديمية العسكرية الملكية في ولويتش. كانت الجمعية باكورة معهد المهندسين المدنيين، والذي أُنشئ في عام 1818، وسُمي باسم جمعية سميتونيان للمهندسين المدنيين في عام 1830. كان من بين تلاميذه مهندس القناة ويليام جيسوب والمهندس المعماري بنيامين لاتروب.
يختلف ثابت التناسب الذي يصف الضغط باختلاف مربع السرعة عند تطبيقه على الأجسام المتحركة في الهواء وسُمي «معامل سميتون» تكريمًا له. بناءً على أفكاره وبياناته، استخدمه الأخوان رايت في سعيهم لصنع أول طائرة ناجحة أثقل من الهواء.
سميتون أحد ستة مهندسين مدنيين مرسومين في نافذة ستيفنسون الزجاجية المزخرفة، صممها ويليام ويليز وكُشف النقاب عنها في دير وستمنستر في عام 1862. كشف نويل أوردمان عن نصب تذكاري إحياءً لذكرى سميتون في كنيسة الدير في 7 نوفمبر 1994، وهو رئيس جمعية سميتونيان للمهندسين المدنيين.

## روابط خارجية
- جون سمتون على موقع الموسوعة البريطانية (الإنجليزية)